# Elisha Thomas
Elisha Margaret Thomas (Long Beach, 20 luglio 1981) è un'ex pallavolista statunitense.
Giocava nel ruolo di centrale.

## Carriera
La carriera di Elisha Thomas inizia quando entra a far parte della squadra di pallavolo femminile della California State University, Long Beach, con la quale gioca nella NCAA Division I dal 1999 al 2002, raggiungendo la finale durante il suo junior year, persa contro la Stanford University. Nel 2003 viene convocata per la prima volta nella nazionale statunitense, restando in collegiale per tutto l'anno, vincendo la medaglia di bronzo la World Grand Prix e la medaglia d'oro alla Coppa panamericana.
Inizia la carriera professionistica nella stagione 2004-05, giocando nella V.League giapponese con le Hisamitsu Springs. Nella stagione successiva gioca nella Serie A1 italiana con lo Start Volley Arzano. Dopo un periodo di inattività, torna a giocare nell'annata 2007-08 con l'Avtodor-Metar, squadra della Superliga russa; tuttavia cambia squadra anche nelle due stagioni successive, giocando nel 2008-09 nella Extraliga ceca col Volejbalový klub Prostějov, vincendo scudetto e Coppa della Repubblica Ceca, mentre nel 2009-10 gioca nella Superliqa azera con l'Azərreyl Voleybol Klubu, vincendo la Coppa dell'Azerbaigian.
Dopo un nuovo periodo di inattività per maternità, torna a giocare nel campionato azero nella stagione 2011-12, vestendo tuttavia la maglia della Lokomotiv Bakı Voleybol Klubu ed aggiudicandosi la Challenge Cup; si ritira al termine della stagione.

## Palmarès

### Club
- Campionato ceco: 1

2008-09
- Coppa della Repubblica Ceca: 1

2008-09
- Coppa dell'Azerbaigian: 1

2009-10
- Challenge Cup: 1

2011-12

### Nazionale (competizioni minori)
- Coppa panamericana 2003